# Haale
Haale er en kommune og en by i det nordlige Tyskland, beliggende i Amt Jevenstedt i den sydlige del af Kreis Rendsborg-Egernførde. Kreis Rendsborg-Egernførde ligger i den centrale del af delstaten Slesvig-Holsten.

## Geografi
Haale ligger 16 km sydvest for Rendsborg på sydbredden af Kielerkanalen. Mod øst løber Bundesstraße 77 fra Rendsborg mod Itzehoe. I den vestlige del af kommunen løber Haaler Au.